# Four-on-the-floor

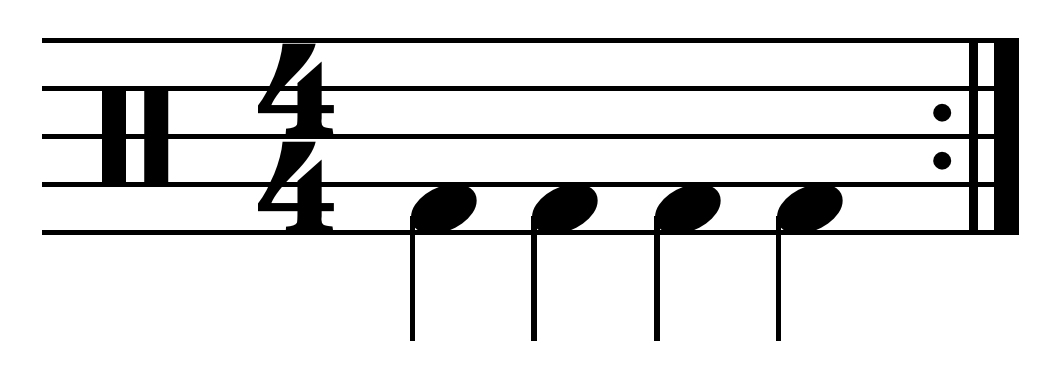
"Four on the floor" en un bombo de bateria &

Four-on-the-floor o four-to-the-floor és un patró rítmic utilitzat en la música disco i l'electrònica. És una constant, uniforme i accentuat batec en el compàs 4/4 en el qual el bombo és colpejat a cada batec (1, 2, 3, 4) en un temps constant. Això va popularitzar-se en la música disco dels setanta i el terme four-on-the-floor va ser àmpliament usat en aquella era: originat per la pedalera, i pel mecanisme de bombo de les bateries. El terme també va ser usat (tant com "three on the tree") per descriure les transmissions automobilístiques.
Molts estils de música electrònica, particularment aquells que són descrits en la música house i techno, usen aquest batec de tan important que forma part de la seva estructura rítmica. Sovint el terme és referit com a patró de bateria uniforme a 4/4 per qualsevol bateria. Una forma del four-on-the-floor és també usada en el jazz. En lloc de colpejar el bombo d'una manera notable i, per tant, fàcilment audible, es colpeja lleugerament (estil que s'anomena "feathering") de manera que el so del tambor se sent en lloc d'escoltar-se per l'oient. En general, això es combina amb un platet ride i hi-hat a síncope. Quan un instrument de corda fa que el ritme (guitarra rítmica, banjo), els quatre cops del ritme s'interpreten per cadències idèntiques.
En el ritme del reggae, el bombo sol colpejar en el tercer batec però quasi empre els bateries interpreten four on the floor. Sly Dunbar dels Sly & Robbie va ser un dels bateries de reggae que més va tocar amb aquest estil. També Carlton Barrett de Bob Marley & The Wailers va tocar amb four on the floor en moltes peces amb The Wailers com "Is This Love" i "Exodus". En el reggae, four on the floor sovint va amb bandes que tenen una línia de baix molt greu i potent. Four on the floor apareix en molts derivats moderns del reggae com el dancehall, mentre que és menys comú de trobar en d'altres com el roots reggae.